# Козятинський ґебіт
Козя́тинський ґебі́т або окру́га Козя́тин (нім. Kreisgebiet Kasatin) — адміністративно-територіальна одиниця генеральної округи Житомир райхскомісаріату Україна з центром у Козятині, що існувала в роки Німецько-радянської війни.  

## Історія
Козятинський ґебіт утворено опівдні 20 жовтня 1941 року на території Вінницької області з трьох довоєнних радянських районів: Козятинського, Погребищенського і Самгородського.  
Одночасно на території Житомирської області було утворено Ружинський ґебіт із
Вчорайшенського, Попільнянського і Ружинського районів.
1 квітня 1943 року у рамках загального переділу територій округ генеральної округи Житомир з метою укрупнення адміністративно-територіальних утворень окружного рівня до Козятинського ґебіту було приєднано частину Ружинського (Вчорайшенський і Ружинський райони). Станом на 1 вересня 1943 Козятинський ґебіт складався з п'яти районів: Вчорайшенського (нім. Rayon Wtscherajsche), Козятинського (нім. Rayon Kasatin), Погребищенського (нім. Rayon Pogrebischtsche), Ружинського (нім. Rayon Rushin) і Самгородського (нім. Rayon Samgorodok). Їхні межі збігалися з довоєнним радянським адміністративним поділом. 
У Козятині з 20 вересня 1941 року по 1943 рік виходила «Козятинська газета», редактором якої був А. Слободяний, а в 1941-1942 роках видавалася також газета «Нове життя», де редактором був Ясинський.
Ґебіт формально існував до 1944 року.